# Вічна (фільм)
«Транс» (англ. Trance) під назвою «Вічна» (англ. The Eternal) для домашнього випуску відео — це фільм жахів 1998 року, знятий режисером і сценаристом Майклом Алмерейдою з Елісон Елліотт, Джаредом Харрісом і Крістофером Уокеном у головних ролях. Музику до фільму написав Марк Гірі. Прем'єра відбулася на Міжнародному кінофестивалі в Торонто та була випущена як пряме відео в Сполучених Штатах.

## Сюжет
Нора і Джим — подружжя алкоголіків. Після ночі пиятики Нора відчуває спогад і падає зі сходів їхнього нью-йоркського багатоквартирного будинку. Попри те, що з нею все гаразд, вона скаржиться на головний біль, і лікар наказує їй відмовитися від алкоголю. Заради свого сина Джиммі Нора і Джим обіцяють протверезіти, але лікар висловлює скептицизм, коли дізнається, що вони поїдуть до Ірландії, щоб відвідати стареньку бабусю Нори. Нора запевняє лікаря, що там вони очистяться від усіх своїх шкідливих звичок.
В Ірландії Нора і Джим зупиняються в пабі, щоб дізнатися дорогу. Під час випивки вони зустрічають Джо, одного з давніх друзів Нори. Він попереджає їх, що дядько Нори Білл збожеволів. Джим починає ревнувати і б'ється з Джо, після чого їх виганяють з пабу. Перш ніж вони доїжджають до маєтку, Нора має ще одне видіння і розбиває машину. Хоча ніхто з них не постраждав, вони змушені йти решту шляху пішки. Аліса, дівчинка, яку усиновив Білл, їх туди веде.
Коли Білл пропонує їм випити, Джим відмовляється, що дуже дратує Нору. Білл виявляє, що він сліпий. Після того як Джим робить кілька безглуздих зауважень, Нора відводить Джима вбік, звинувачує його в тому, що він п'яний, і шукає в його одязі заховану флягу. Хоча Нора сердиться, коли виявляє, що там порожньо, Джим каже, що вони разом відновлять свою тверезість. Білл пропонує Норі зустрітися з бабусею наодинці, але вона збентежена і на короткий час стає погано, коли він веде її в підвал. Там він виявляє збережене тіло в болоті, яке, як він пояснює, належить відьмі-друїдці на ім'я Ніам. Тим часом Джим стикається з бабусею Нори, яка нападає на нього та втікає. Коли Білл описує свою віру в те, що Ніам повернеться до життя, Нора повертається нагору, хоча вона здивована, побачивши, що Ніам відкриває очі.
Нора каже Джиму, що вони повинні поїхати наступного дня, оскільки Джо був правий щодо Білла. Турбуючись про свою безпеку серед божевільних родичів, Джим і Нора переносять Джиммі до своєї кімнати. Коли вони лягають спати, то знаходять під матрацом друїдські реліквії. Білл та Аліса шукають бабусю Нори і приводять її назад до спальні. Коли Білл повертається до підвалу, оживає Ніам, тепер уже двійник Нори. Після того, як Білл її цілує, Ніам перерізає йому горло, обезголовлює його і йде нагору. У той же час поведінка Нори стає нестабільною, і вона розповідає Джиму, що виїхала з Ірландії до Америки після того, як зробила аборт.
Джим спускається вниз, щоб випити, де зрештою зустрічає Ніам. Переплутавши її з Норою, Джим її цілує. Коли йому стає незручно від думки про публічний секс, вони зупиняються, і він запалює сигарети для них обох. Вона випадково підпалює свій халат і вибігає на вулицю. Джим вибігає слідом, але наштовхується на Джо. Вони сперечаються, і Джо відправляє його в нокаут. Джо заходить до будинку і спокушає Нору. Джим знаходить їх, і Нора б'є його, коли він намагається відтягнути її від Джо. Потім до будинку повертається Ніам, і, побачивши Нору та Ніам, Джим розгублюється. Коли Ніам нападає на них, садівник Шон рятує їх, стріляючи в Ніам. Коли вона оживає і вбиває Джо, вони відступають на кухню, де вбивають її електричним струмом, а її палаюче тіло провалюється крізь підлогу. Еліс пояснює, що Ніям має намір викрасти тіло і душу Нори. Коли Джиммі стоїть надто близько до отвору, Ніям хапає його. Нора стрибає в діру, а решта біжать униз.
Нора зустрічає свою бабусю, яка, почувши, що Нора готова пожертвувати собою заради порятунку Джиммі, заохочує її до цього. Нора і Ніам починають виявляти спільні риси характеру. Помітивши це, Джим використовує алкоголізм Нори, щоб зайняти Ніам. Врешті-решт Ніам тікає з Джиммі на вулицю, де Нора стикається з нею. Пам'ятаючи пораду своєї бабусі, Нора перерізає собі горло і стрибає в океан, а Ніам спостерігає за цим. Коли прибуває Джим, Ніам каже, що все гаразд, адже Нора очистилася від впливу друїда і зайняла тіло Ніам. Ніам — тепер уже Нора — і Джим обіймаються, і Аліса каже, що Нора нарешті позбулася своїх страхів і слабкостей.

## Акторський склад
- Елісон Елліотт у ролі Нори / Ніам
  - Райна Файг — молода Нора
- Рейчел О'Рурк в ролі Аліси
- Джаред Гарріс у ролі Джима
- Джеффрі Голдшраф у ролі Джима мол.
- Крістофер Вокен в ролі дядька Білла Феррітера
- Лоїс Сміт у ролі місіс Феррітер
- Шинейд Долан у ролі матері Нори
- Джейсон Міллер у ролі Доктора
- Пол Феррітер — Джо
- Девід Гірі — батько Нори

## Виробництво
Зйомки проходили в Йонкерсі, Нью-Йорк.

## Поширення
Прем'єра фільму як «Транс» відбулася на Міжнародному кінофестивалі в Торонто. У липні 1999 року фільм, випущений під назвою «Вічна», був знятий безпосередньо на відео у Сполучених Штатах. Раніше він мав назву «Мумія», але його змінили на «Транс», коли він суперечив однойменному фільму Стівена Соммерса.

## Відгуки

### Критичний прийом
Rotten Tomatoes, агрегатор рецензій, повідомляє, що 33 % із дев'яти опитаних критиків дали фільму позитивну рецензію; середня оцінка 5,2/10. Ґері Морріс з Bright Lights Film Journal писав: «Пронизаний настроєм ірландський прибережний пейзаж „Вічної“ тривожне відчуття того, що це справжні люди, які потрапили в пастку нереального, жахливого світу, варті уваги». Кіт Фіппс з The AV Club написав: «Це може бути більш продуманим, менш похідним і, зрештою, більш цікавим, ніж інша цьогорічна „Мумія“, але все одно здається недоробленим». Роберт Парді з TV Guide оцінив його у дві зірки з чотирьох і написав: «На жаль, його надмірна майстерність підриває похвальні зусилля зробити характер важливішим за кров і відвагу». Кен В. Генлі з Fangoria писав: «Погляд Алмерейди на незалежний чаклунський хоррор може похвалитися гідними похвали образами, чудовими надприродними моментами та чудовим вибором акторської гри гонзо, розміщуючи абстрактний погляд на піджанр, який інакше затьмарений готичним натхненням» У «„Мумії“ насправді, фантастиці та фільмі» Сьюзан Д. Коуї та Том Джонсон назвали це «розрізненим твором, за яким досить важко стежити». <i>TLA Video</i> оцінило його двома зірками з чотирьох, назвавши його «помірно цікавою мішаниною» з «мутною презентацією та розпливчастими „страшками“», незважаючи на деякі комічні моменти актора Крістофера Вокена.

### Нагороди
| Сіджас — Міжнародний каталонський кінофестиваль | Сіджас — Міжнародний каталонський кінофестиваль | Сіджас — Міжнародний каталонський кінофестиваль | Сіджас — Міжнародний каталонський кінофестиваль | Сіджас — Міжнародний каталонський кінофестиваль |
| рік                                             | Номінація                                       | Результат                                       | Категорія                                       |                                                 |
| ----------------------------------------------- | ----------------------------------------------- | ----------------------------------------------- | ----------------------------------------------- | ----------------------------------------------- |
| 1998 рік                                        | Джаред Гарріс                                   | Перемога                                        | Кращий актор                                    |                                                 |
| 1998 рік                                        | Майкл Алмерейда                                 | Номінація                                       | Кращий фільм                                    |                                                 |